# Росгульт
Росгульт (швед. Råshult) — село в Швеції розташоване на північ від Ельмгульта у шведській провінції Крунуберг, в історичній провінції Смоланд. Назва місця походить від слів Rås, що означає «болотиста земля/долина», і hult — «невеликий ліс».
Шведський вчений-натураліст Карл Лінней народився на невеликій фермі Росгульт 23 травня 1707 року. Будинок, побудований в 1706 році батьком Нільсом Ліннеєм, згорів наприкінці 1720-х років. Сьогоднішній дім Ліннея був побудований в 1751 — 1781 рр. У 1923 році місцеве історичне товариство ініціювало відновлення. У 1933 році будинок було відновлено.
Сьогодні тут знаходиться культурний заповідник площею 42 гектари., який відтворює ландшафт XVIII століття, пам’ятник Карлу Ліннею за проектом шведського скульптора Карла Густава Кварнстрема та краєзнавчий музей.

## Історія будівель в Росгульту
Нільс Лінней був призначений священником в парафії Стенброгульт в 1705 році. Разом із дружиною він переїхав до Росгульта. Будинок в Росгульті був маленьким і вузьким будинком із солом’яним дахом, який Нільс Лінней побудував сам. 23 травня 1707 року народився син Карл. Лише через два роки родина Ліннеїв переїхала до Стенброгульта. У Стенброгульті була церква та священник. Мати Ліннея, Крістіна Бродерсонія, виросла там. Дві сестри Ліннея, Анна-Марія та Софія, народилися у священному дворі в Стенброхульті. Його брат Самійло Лінней, на 11 років молодший, народився в 1718 році, також у Стенброгульті.

### Будинок Ліннея, Краєзнавчий музей, Сушарня льону, Зерносховище
У 1841 році в селі було десяток будівель. Залишився будинок Ліннея «Södregårdens», місцевий музей і будинок «Norrgårdens». З протипожежних міркувань квартирний будинок розташований трохи осторонь. Особливо восени, коли на вулиці вже не вистачало тепла для сушіння льону, сушіння здійснювали на відкритому вогні в льоносушильній хаті. Зерносховище збудовано трохи пізніше.
Протягом багатьох років будинок Ліннея зазнав кілька змін. У 1930-х роках відбувся капітальний ремонт, який повернув його первісний вигляд. Знято дерев’яні панелі на фасаді та навіс. Дах, який колись підняли, опустили на початкову висоту й засипали торфом. Встановлено відповідні вікна. Будівля отримала свій сучасний вигляд. Будинок Ліннея став пам'ятником в 1977 році.